# Speed Graphic

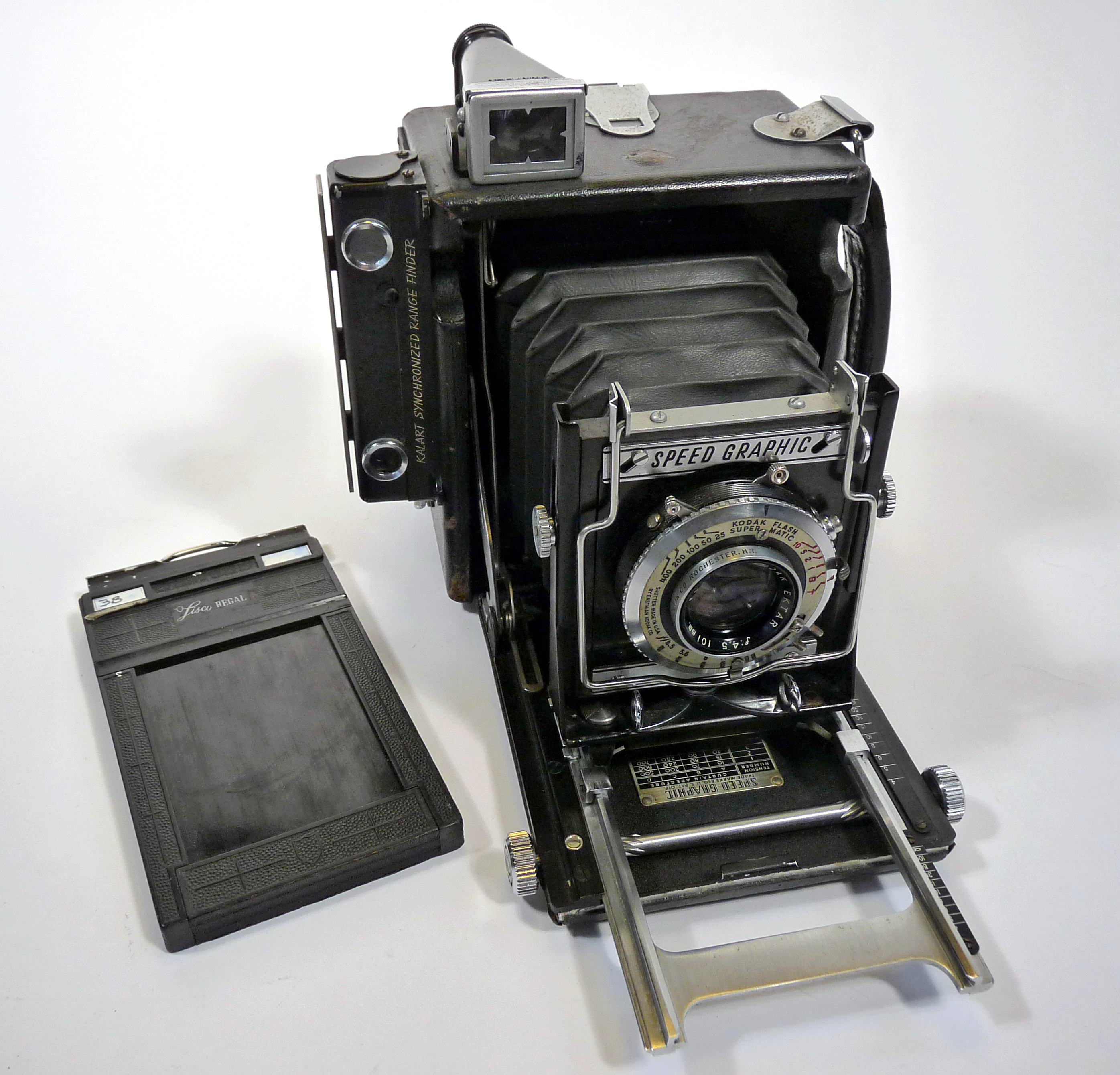
Graflex Speed Graphic formato: formato medio 2,25 x3,25, Miniatura Speed Graphic, principios de los 40. lente: Ektar F4.5, 101 mm, obturador de plano focal

Speed Graphic fue una cámara de periodista producida por Graflex en Rochester, Nueva York. Aunque las primeras cámaras Speed Graphic se produjeron en 1912, la producción de versiones posteriores continuó hasta 1973; y las mejoras más significativas ocurrieron en 1947 con la introducción de Pacemaker Speed Graphic y (Pacemaker Crown Graphic, que pesaba una libra [0,45 kg] menos y carecía del obturador de plano focal).

## Descripción
A pesar de la denominación común de Speed Graphic, se produjeron varios modelos gráficos entre 1912 y 1973. El Speed Graphic auténtico  tiene un obturador de plano focal del que carecen los modelos Crown Graphic y Century Graphic. El nombre epónimo "speed" proviene de la velocidad máxima de 1/1000 s que podría lograrse con el obturador de plano focal. Speed Graphic estaba disponible en 2¼ x 3¼ pulgadas, 3¼ x 4¼ pulgadas, 5 x 7 pulgadas y el formato más común de 4 x 5 pulgadas. Debido al obturador de plano focal, Speed Graphic también puede usar lentes que no tienen obturadores (conocidos como lentes de barril).
El Speed Graphic era una cámara lenta. Ajustar la velocidad de obturación del plano focal requería seleccionar tanto el ancho de la rendija como la tensión del resorte. Cada exposición requería que el fotógrafo cambiara el soporte de la película, abriera el obturador de la lente, amartillara el obturador del plano focal, retirara la diapositiva oscura del soporte de la película insertado, enfocara la cámara y soltara el obturador del plano focal. Sin embargo, si se usó el obturador del objetivo, el obturador del plano focal (en los modelos Gráfico de velocidad y Gráfico de marcapasos con ambos obturadores) tuvo que abrirse antes de amartillar usando la configuración "T" o TIME, y luego liberar el obturador en el objetivo. Si en el interior, el fotógrafo también tuvo que cambiar la bombilla del flash. Cada soporte de película contenía una o dos hojas de película, que el fotógrafo tenía que cargar en completa oscuridad. Se puede lograr un disparo más rápido con el soporte de película Grafmatic, un "cambiador" de película de seis hojas que sostiene cada hoja en un tabique. Se podrían tomar exposiciones aún más rápidas si el fotógrafo estuviera filmando paquetes de película de 12 exposiciones, o 16 exposiciones posteriores (descontinuado a fines de la década de 1970). Con los paquetes de películas, se podía disparar tan rápido como se podía tirar de la lengüeta y accionar el obturador, y los paquetes de películas se podían cargar a la luz del día. Un adaptador de rollo de película que usaba película de 120 o 220 estaba disponible para cámaras de 2,25 x 3,25, 3,25 x 4,25 y 4 x 5 pulgadas que permitían de 8 a 20 exposiciones por rollo, según el modelo del adaptador. Los fotógrafos tenían que ser conservadores y anticipar cuándo iba a tener lugar la acción para tomar la fotografía adecuada. El grito, "¡Sólo uno más!" si se fallaba un tiro era común. El presidente Harry Truman presentó a los fotógrafos de la Casa Blanca como el "Club Just One More".

### Funcionamiento del obturador de plano focal
El obturador de plano focal consta de una cortina flexible recubierta de goma con ranuras de diferentes anchos que cruzan el plano de la película a velocidades determinadas por el ajuste de tensión del mecanismo de resorte. Hay 4 rendijas con anchos de 1/8 pulg., 3/8 pulg., 3/4 pulg., 1 1/2 pulg. y “T” (T = ajuste de “tiempo”, que se usa cuando se usa el obturador del diafragma del objetivo para controlar la duración de la exposición. (El obturador de plano focal se deja completamente abierto hasta que se libera manualmente. La abertura cubre toda el área de la película para el tamaño de la cámara)  En los modelos Speed Graphic, hay 6 configuraciones de tensión, ajustadas por un perilla de bobinado de mariposa que aumenta la velocidad a la que la rendija cruza el plano de la película. En los modelos Pacemaker Graphic, solo hay 2 configuraciones (alta y baja). La combinación del ancho de la hendidura y la tensión del resorte permite velocidades de exposición que varían de 1/10 a 1/1000 s.
| Ancho de hendidura (pulgadas) | 1/8      | 3/8     | 3/4    | 1 1/2  | T         |
| tensión 1                     | 1/350 s  | 1/110 s | 1/40 s | 1/10 s | (abierto) |
| tensión 2                     | 1/440 s  | 1/135 s | 1/50 s | 1/15 s | (abierto) |
| tensión 3                     | 1/550 s  | 1/160 s | 1/65 s | 1/20 s | (abierto) |
| tensión 4                     | 1/680 s  | 1/195 s | 1/75 s | 1/25 s | (abierto) |
| tensión 5                     | 1/825 s  | 1/235 s | 1/80 s | 1/30 s | (abierto) |
| tensión 6                     | 1/1000 s | 1/295 s | 1/90 s | 1/35 s | (abierto) |

## Usuarios famosos
Quizás el usuario más famoso de Speed Graphic fue el fotógrafo de prensa de la ciudad de Nueva York Arthur " Weegee " Fellig, quien cubrió la ciudad en las décadas de 1930 y 1940.
Barbara Morgan usó un gráfico de velocidad para fotografiar la coreografía de Martha Graham.
Subastas recientes muestran que Irving Klaw usó uno en su estudio para sus icónicas fotos pin up y bondage de modelos como Bettie Page .
En las décadas de 1950 y 1960, los icónicos fotoperiodistas del Washington Post y el antiguo Washington Evening Star filmaron exclusivamente con Speed Graphics. Algunas de las fotografías más famosas de esta época fueron tomadas con el dispositivo por los hermanos gemelos, Frank P. Hoy (para el Post) y Tom Hoy (para el Star).
Los premios Pulitzer de fotografía de 1942-1953 se tomaron con cámaras Speed Graphic, incluida la imagen del fotógrafo de AP Joe Rosenthal de los marines izando la bandera estadounidense en Iwo Jima en 1945. Algunas fotografías ganadoras posteriores a 1954 fueron tomadas con cámaras Rolleiflex o Kodak . 1961 fue la última fotografía ganadora del premio Pulitzer con un gráfico de velocidad, tomada por Yasushi Nagao que muestra a Otoya Yamaguchi asesinando a Inejiro Asanuma en el escenario.
En 2004, el fotoperiodista estadounidense David Burnett usó su Speed Graphic de 4x5 pulgadas con un 178 Lente mm f/2.5 Aero Ektar extraída de una cámara aérea K-21 para cubrir la campaña presidencial de John Kerry. Burnett también usó un gráfico de velocidad de 4x5 pulgadas para tomar imágenes en los Juegos Olímpicos de invierno y Juegos Olímpicos.

## Historia de fabricación de Graflex
El nombre de la empresa cambió varias veces a lo largo de los años cuando fue adquirida y luego escindida por Eastman Kodak Company, convirtiéndose finalmente en una división de Singer Corporation y luego disuelta en 1973. La galardonada planta de Graflex en Pittsford, Nueva York, sigue en pie y alberga la firma Veramark Technologies, Inc., anteriormente conocida como MOSCOM Corporation.
| Años      | Fabricante                                                                                         |
| --------- | -------------------------------------------------------------------------------------------------- |
| 1887-1904 | Folmer and Schwing Manufacturing Co., Nueva York                                                   |
| 1905-1927 | Folmer & Schwing Div., Eastman Kodak Co. Rochester, Nueva York                                     |
| 1928-1946 | Folmer Graflex Corp., Rochester, Nueva York                                                        |
| 1946-1955 | Graflex Inc., Rochester, Nueva York                                                                |
| 1956-1968 | Graflex Inc., división General Precision Equipment, Rochester, NY                                  |
| 1968-1973 | Graflex Inc., división Singer Corporation                                                          |
| 1973      | Herramientas compradas por Sakai Special Camera Mfg. Co., Ltd., fabricantes de la cámara Toyo-View |

## Historia del modelo Graflex
Las cámaras de estilo gráfico posteriores a 1940 pueden considerarse cámaras utilizables, en lugar de cámaras antiguas o de colección. El Speed Graphic se fabricó en varios tamaños, siendo el 4x5" el más habitual, pero también en 2,25x3,25", 3,25x4,25" y 5x7".
| Años producidos | Nombre del modelo y descripción                               | notas |
| --------------- | ------------------------------------------------------------- | --- |
| 1958-1973       | Super Graphic                                                 | Mismas características que la Super Speed Graphic, pero sin el obturador frontal Graflex-1000 1/1000. |
| 1961-1970       | Super Speed Graphic                                           | Obturador de lente Graflex-1000 1/1000, todo el cuerpo de metal, incluida la computadora con flash, disparador eléctrico, el frente estándar tenía capacidad de giro y la parte posterior giratoria. (¡SIN obturador de plano focal! ) |
| 1947-1973       | Pacemaker Crown Graphics (4x5, 3,25x4,25, 2,25x3,25)          | Idéntico al Pacemaker Speed Graphic, pero hecho sin el obturador de plano focal, lo que redujo el peso y aumentó el acceso a lentes gran angular. |
| 1947-1970       | Pacemaker Crown Graphics (4x5, 3,25x4,25, 2,25x3,25)          | La producción de la posguerra trajo lentes recubiertas y lentes en persianas, liberación del cuerpo, paradas infinitas plegables. Telémetro de montaje lateral reemplazado por telémetro superior en gráficos de 4x5" en 1955. |
| 1949-1970       | Century Graphic (2,25x3,25)                                   | El 'Century Graphic' con cuerpo de plástico y el 'Crown Graphic' de caoba/metal no tenían obturadores de plano focal. Las cámaras importadas de 2,25 "condujeron al diseño de los soportes de rollos de película y al respaldo Graflok (1949). Visor de barra plana, seguido de visor de alambre flexible. Telémetro de montaje lateral reemplazado por telémetro superior en gráficos de 4x5 "en 1955. El recorte en la cara de los cuerpos de los Pacemaker se encuentra en la parte superior, los lados y la parte inferior.              |
| 1940-1946       | Anniversary Speed Graphic (3,25x4,25 y 4x5")                  | Sin metal gris expuesto, negro satinado con detalles cromados. Modelo de guerra: sin cromo. Los rieles de la cama y el cuerpo están unidos, lo que permite enfocar la lente gran angular dentro del cuerpo. Visor de marco de alambre sólido. El recorte en la cara del cuerpo se encuentra solo en la parte superior y los lados. |
| 1939-1946       | Miniature Speed Graphic (primer modelo pequeño de 2,25x3,25") | El visor de aro de alambre tiene una parte superior curva. Telémetro Kalart temprano. Obturador de plano focal. |
| 1928-1939       | Pre-Anniversary Speed Graphic (3,25 x 4,25, 4 x 5, 5 x 7)     | 4x5: el visor de aro de alambre tiene una parte superior curva. No hay molduras en la parte delantera de la carrocería, a diferencia de los modelos posteriores. Los primeros modelos anteriores al aniversario conservaron el visor óptico "abatible", pero los posteriores se produjeron con el visor tubular. Estos visores tubulares también estaban disponibles como un accesorio del mercado secundario, y muchos de los primeros modelos Pre-Anniversary llevan visores tubulares como reemplazo de los visores abatibles originales. |
| 1912-1927       | Top Handle Speed 3,25x4,25, 4x5, 3,25x5,5, 5x7                | Las primeras cámaras tienen tableros de lentes muy pequeños y no se adaptan a los lentes más grandes y rápidos (p. ej., f/2.9 y mayores) que aparecieron en la década de 1920. |